# Державний національний природний парк «Бурабай»
Державний національний природний парк «Бурабай» (каз. «Бурабай» мемлекеттік ұлттық табиғи паркі; у СРСР — «Державний заповідник і курорт Борове») — природна територія, що охороняється навколо озера Борове, в Бурабайському районі Акмолінської області Казахстану. У межах заповідних зон національного парку забороняється будь-яка господарська діяльність, рекреаційне використання та діє режим, що відповідає режиму заповідників. Національний парк перебуває у віданні Управління справами Президента Республіки Казахстан.
У зонах рекомендованого режиму допускається суворо регульоване їх використання, у тому числі в підзонах рекреаційного використання, обмеженої господарської діяльності, адміністративно-виробничого призначення та обслуговування відвідувачів.[джерело?].

## Історія
У 1850 році козаки Російської імперії заснували виселок Щучинський, до 1870 — станицю Боровська, звідси назва всієї місцевості — «Борове».
У 1898 році в лісах навколо озера Борове було створено Казенне лісництво для охорони лісів.
З 1910 року був заснований курорт для лікування хворих на туберкульоз легень та інших захворювань.
У радянські часи з 1920 року землі навколо поселення Борове були визнані курортом загальнодержавного значення в РСФСР.
1935 року в СРСР на півночі Казахської АРСР було організовано «Державний заповідник Борове». У 1941—1943 роках сюди були евакуйовані вчені АН СРСР.
1951 року заповідник було ліквідовано, і замість нього було утворено «Борівське лісове господарство»[джерело?].
У Казахстані в 1997 році Борівське лісове господарство було перетворено на державну установу «Природно-оздоровчий лісовий комплекс „Бурабай“».
2000 року створено державну установу «Державний національний природний парк „Бурабай“» на площі 83 511 гектарів, із них 47 600 га вкрито лісом. У 2010 році площу парку було розширено до 129 935 га. У 2012 році 370 гектарів було переведено до категорії земель запасу[джерело?].
Улітку 2018 року на пагорбі Борового спорудили напис «Burabay».

## Клімат
Континентальний клімат, але з помірно холодною зимою та теплим літом. Опадів близько 400 мм на рік.

## Флора і фауна
На території зростає 757 видів рослин[джерело?]. 119 із них потребують охорони. 12 занесені до Червоної книги Казахстану. 65 % всієї деревної рослинності становить сосна, 31 % — берези, 3 % — осика і 1 % — чагарники[які?].
Завдяки різноманітності рослинного світу дуже багата фауна: тут мешкає 305 видів тварин, що становить 36 % усієї фауни Казахстану, причому 40 % із них мешкають тут на межах своїх ареалів проживання, 13 видів занесені до Червоної книги.[джерело?]
Тваринний світ Бурабая набагато багатший, ніж у навколишніх степах. Характерно змішування елементів фауни степів, лісів та гір. Тут трапляються як європейські, і сибірські види, представники типових північних і південних видів тварин. Нині в лісах водяться олень, лось, вепр, сарна, вивірка, горностай, ласка, лісова куниця. З хижаків трапляються вовк та рись. У степу та лісостепу часто трапляються лисиці, корсаки, тхори та зайці — русак і біляк, у лісах звичайний борсук.[джерело?]
Різноманітний світ пернатих: гоголь, кряква, сіра качка, шилохвіст, чирок, огар, зуйок, чибіс, перевізник, чорниш. Велика кількість водоплавних птахів буває на озерах восени, під час перельоту. У сухих кам'яних борах і по околицях лісів, у березовому лісостепу, трапляється сіра куріпка і глушець.[джерело?]

## Фото

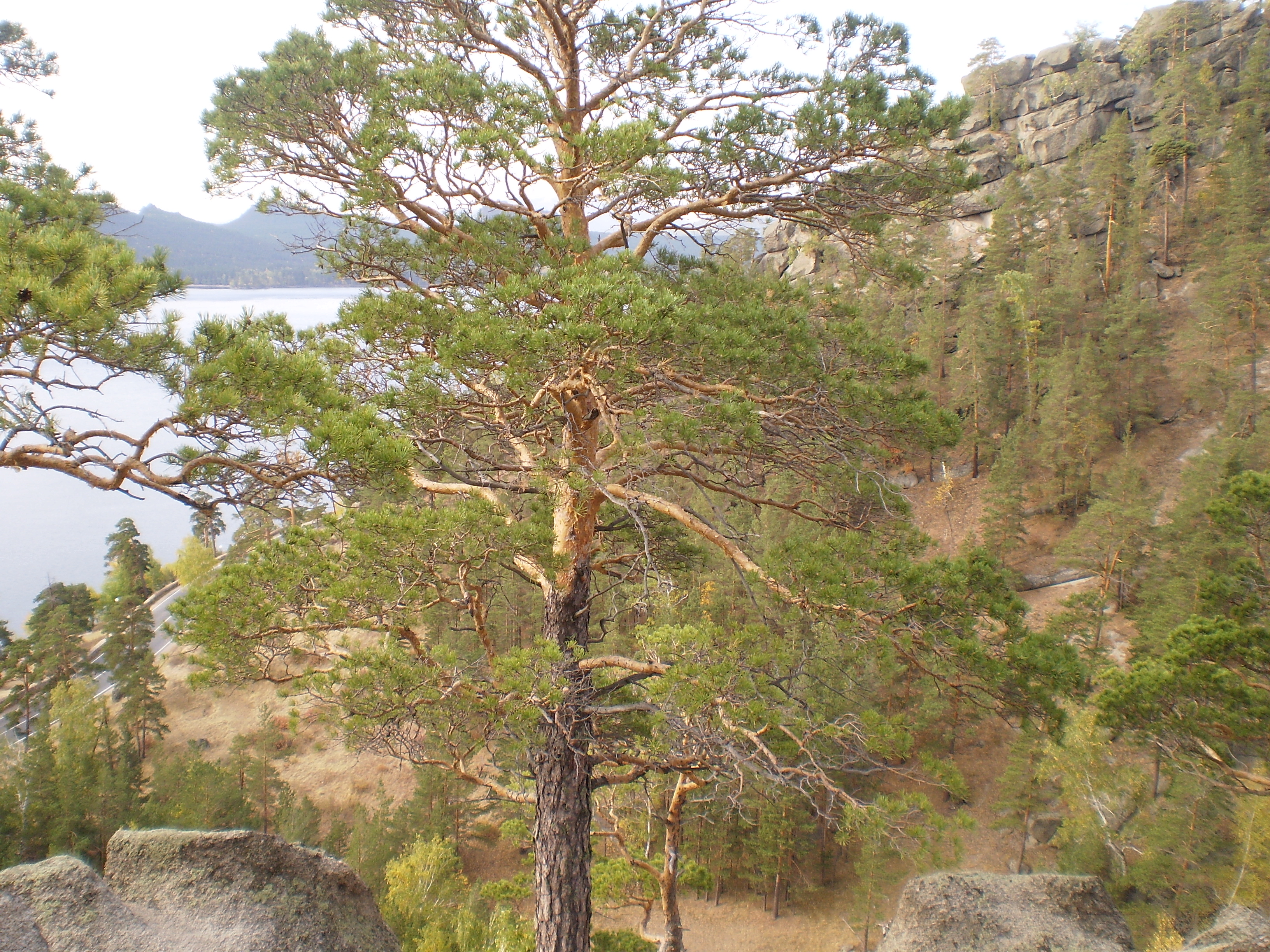
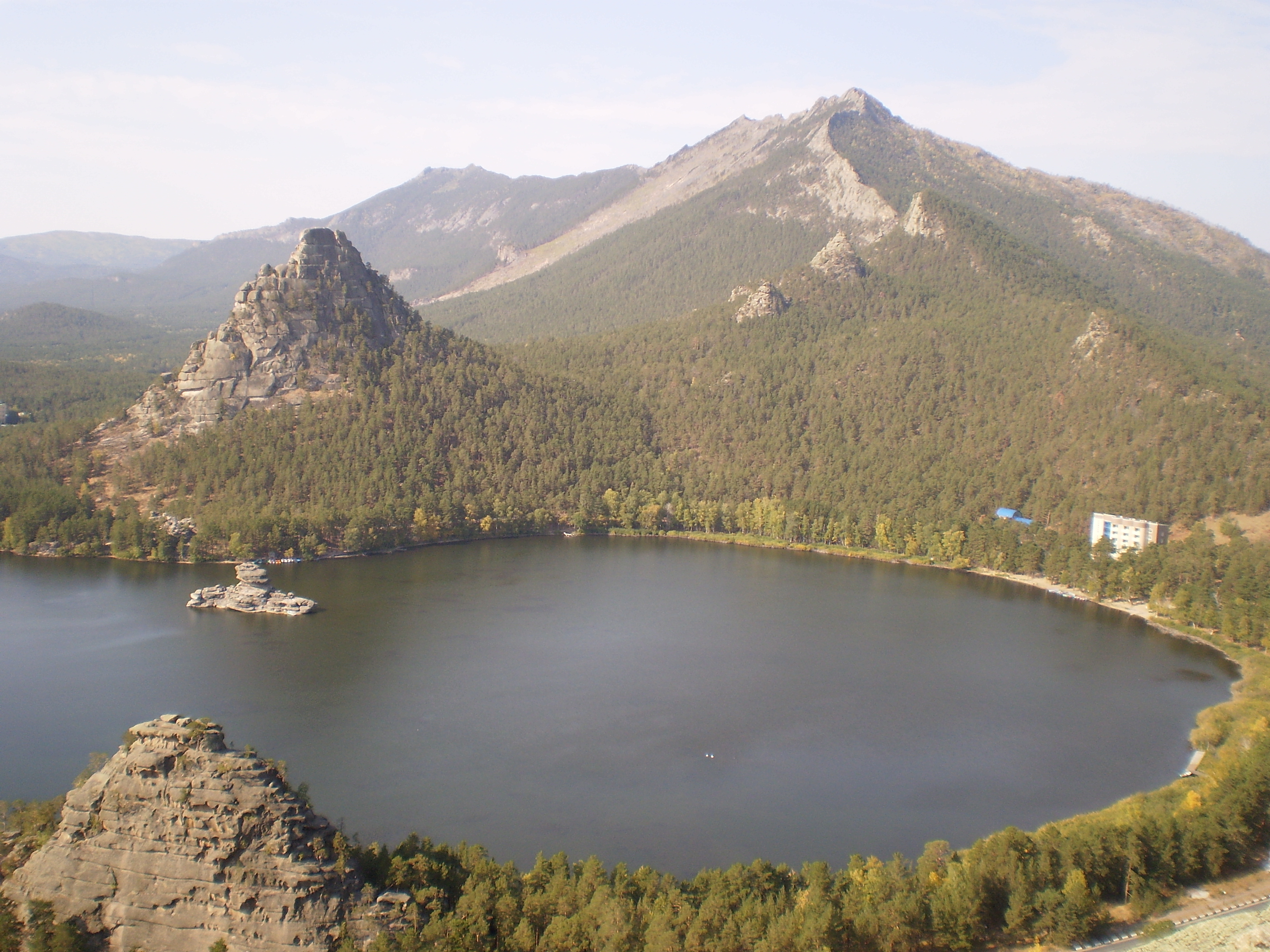
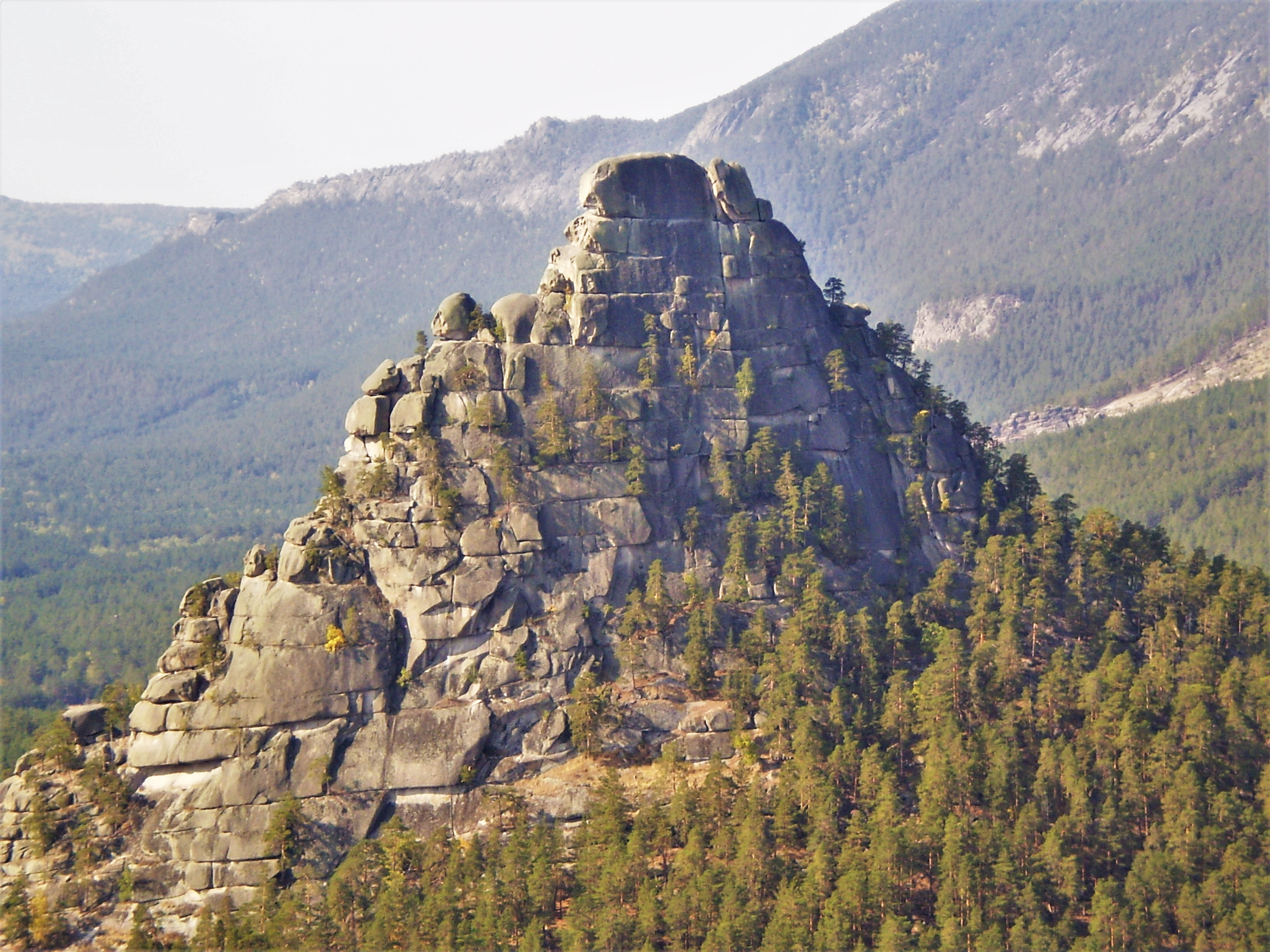
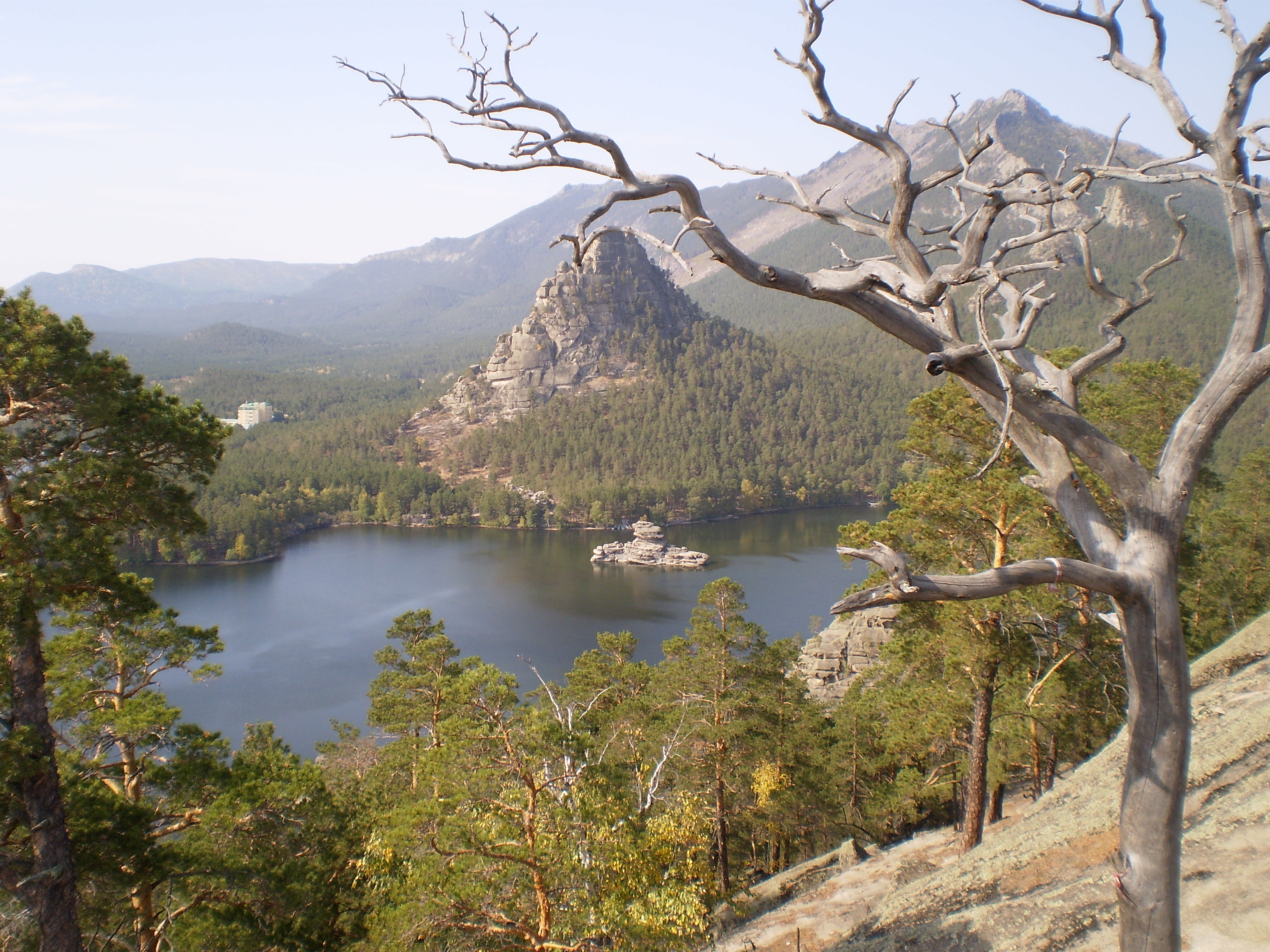
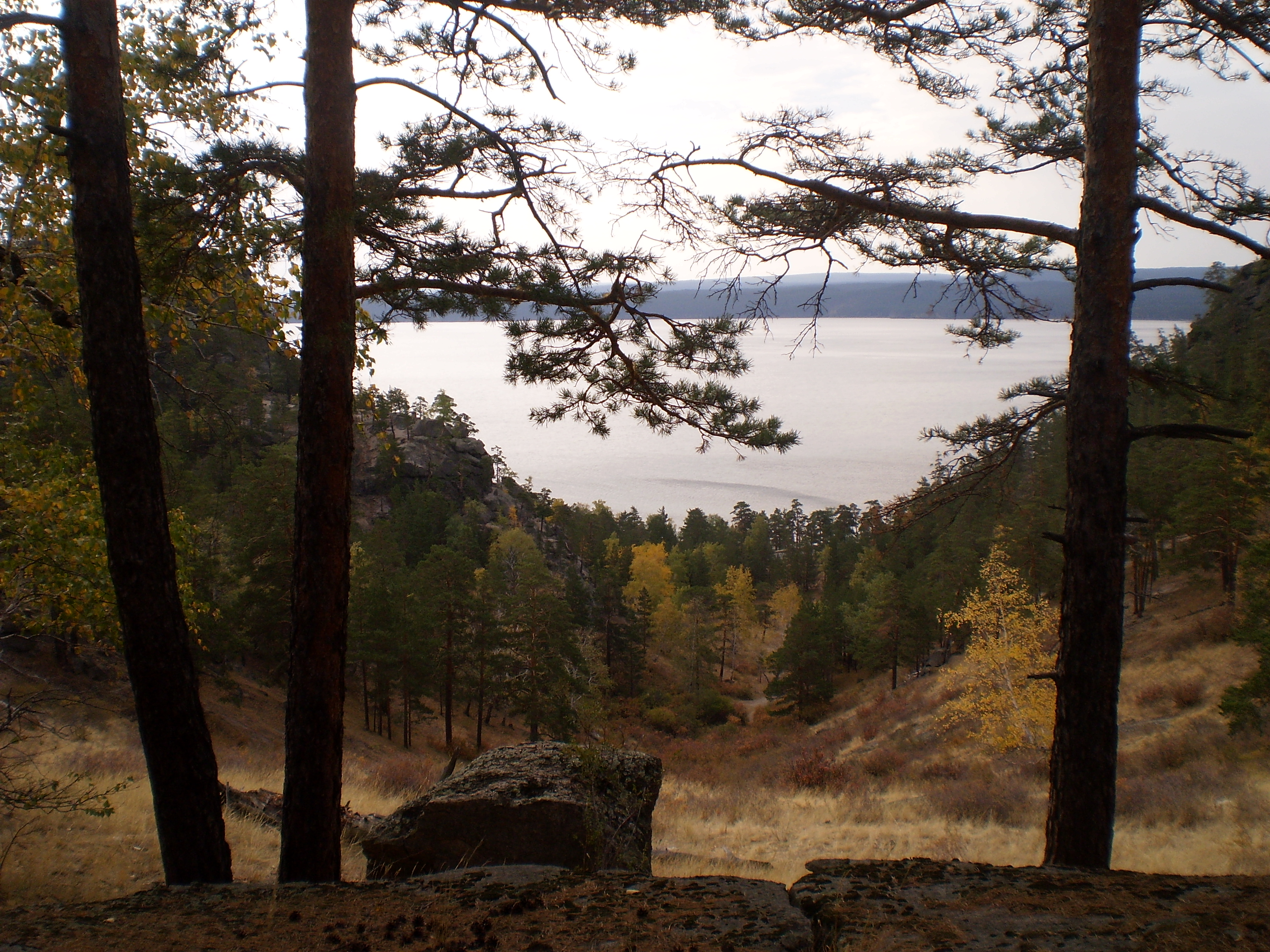
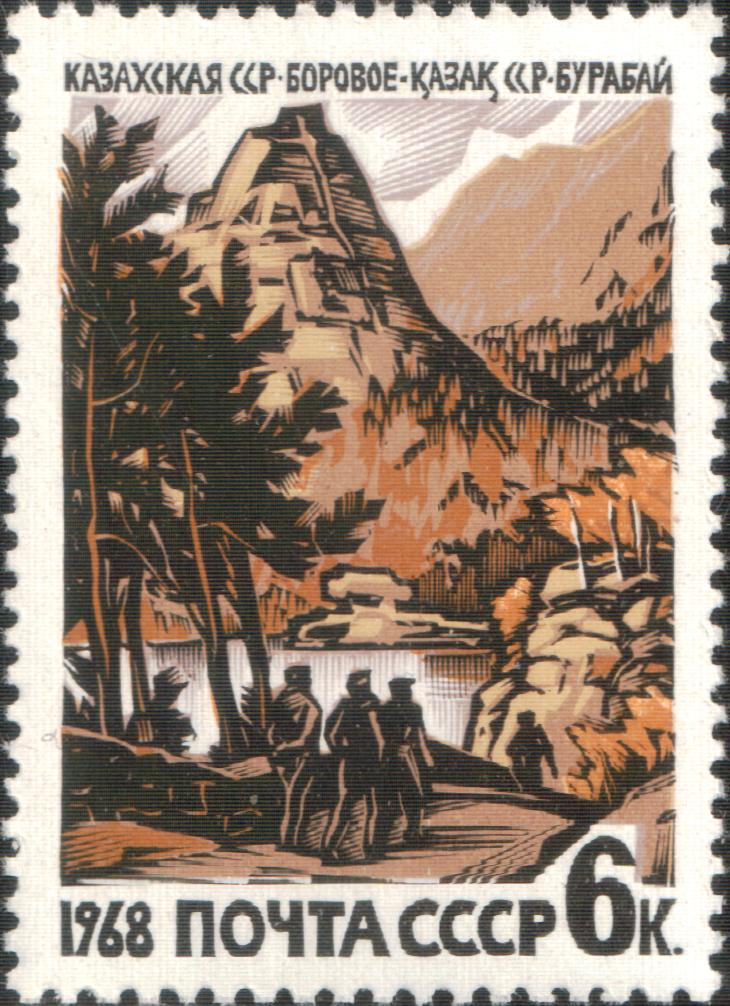
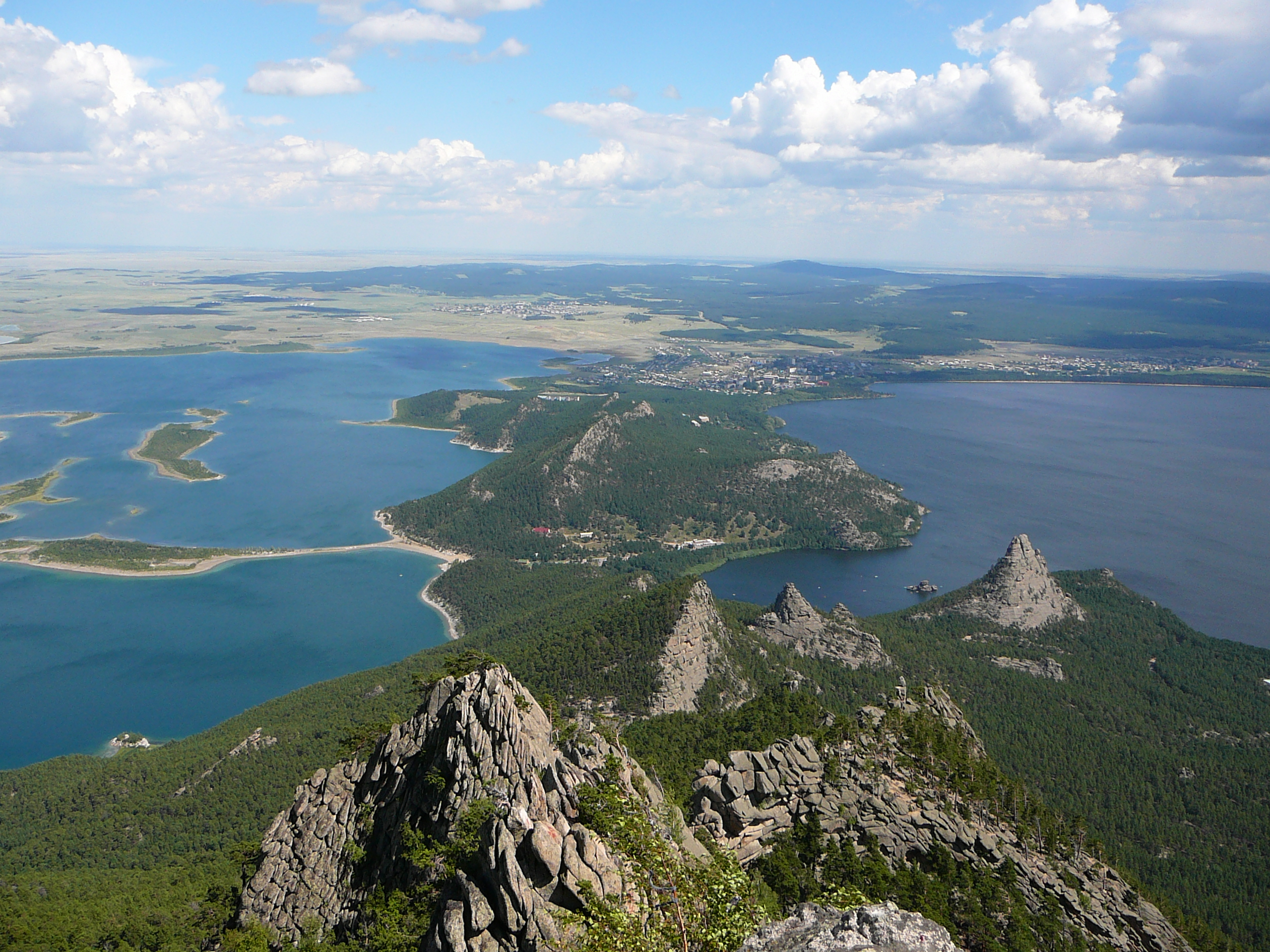